# Heliotropium auratum
Heliotropium auratum är en strävbladig växtart som beskrevs av Rodolfo Amando Philippi. Heliotropium auratum ingår i Heliotropsläktet som ingår i familjen strävbladiga växter. Inga underarter finns listade i Catalogue of Life.